# Himmelsstämme
Die Himmelsstämme sind Bestandteil des chinesischen Kalenders.
Jedem Jahr wird ein Himmelsstamm zugeordnet. Es gibt „zehn Himmelsstämme“ (chinesisch 天干, Pinyin tiāngān oder 十干,  shígān; jap. jikkan, dt. „zehn Stämme“). Diese sind eine Kombination aus den fünf Wandlungsphasen sowie Yīn und Yáng, hier im Japanischen als jüngerer Bruder to (弟) und älterer Bruder e (兄) bezeichnet. Kombiniert mit den zwölf Erdzweigen (地支,  dìzhī) ergeben die Himmelsstämme den 60er-Zyklus des chinesischen Kalenders.
|           | Zeichen | Pinyin | Japanische Schrift | Japanische Schrift | Japanische Schrift | Koreanische Schrift | Koreanische Schrift | Yīn und Yáng | fünf Wandlungsphasen |
| On-Lesung | Zeichen | Pinyin | Kun-Lesung         | Bedeutung          | Hangeul            | Revidiert           |                     | Yīn und Yáng | fünf Wandlungsphasen |
| --------- | ------- | ------ | ------------------ | ------------------ | ------------------ | ------------------- | ------------------- | ------------ | -------------------- |
| 1         | 甲      | jiǎ    | kō                 | kinoe              | 木の兄             | 갑                  | gap                 | Yáng         | Holz (木, mù)        |
| 2         | 乙      | yǐ     | otsu               | kinoto             | 木の弟             | 을                  | eul                 | Yīn          | Holz (木, mù)        |
| 3         | 丙      | bǐng   | hei                | hinoe              | 火の兄             | 병                  | byeong              | Yáng         | Feuer (火, huǒ)      |
| 4         | 丁      | dīng   | tei                | hinoto             | 火の弟             | 정                  | jeong               | Yīn          | Feuer (火, huǒ)      |
| 5         | 戊      | wù     | bo                 | tsuchinoe          | 土の兄             | 무                  | mu                  | Yáng         | Erde (土, tǔ)        |
| 6         | 己      | jǐ     | ki                 | tsuchinoto         | 土の弟             | 기                  | gi                  | Yīn          | Erde (土, tǔ)        |
| 7         | 庚      | gēng   | kō                 | kanoe              | 金の兄             | 경                  | gyeong              | Yáng         | Metall (金, jīn)     |
| 8         | 辛      | xīn    | shin               | kanoto             | 金の弟             | 신                  | sin                 | Yīn          | Metall (金, jīn)     |
| 9         | 壬      | rén    | jin                | mizunoe            | 水の兄             | 임                  | im                  | Yáng         | Wasser (水, shuǐ)    |
| 10        | 癸      | guǐ    | ki                 | mizunoto           | 水の弟             | 계                  | gye                 | Yīn          | Wasser (水, shuǐ)    |

Da die On-Lesungen kō und ki doppeldeutig sind, werden in der Regel die Kun-Lesungen benutzt.
In der chinesischen Sprache werden die Himmelsstämme im heutigen Gebrauch anstelle des Alphabets verwendet, um Dinge durchzunummerieren, z. B. in der Medizin (Hepatitis A: 甲型肝炎,  jiǎxíng gānyán; Hepatitis B: 乙型肝炎,  yǐxíng gānyán, Hepatitis C: 丙型肝炎,  bǐngxíng gānyán; seltener auch für Blutgruppen des AB0-Systems oder Vitamine A, B, C, D, E, K). Auch die Nomenklatur für einfache organische Verbindungen basiert weitgehend auf dem Himmelsstämme-System. Ferner werden sie auch verwendet, um Schulklassen, Sportligen oder Wettkampfklassen durchzunummerieren (Liga A, B, C) oder abwechselnde Gesprächspartner z. B. in einem Theaterskript als Sprecherin oder Sprecher anzugeben (甲 spricht, 乙 antwortet). Im Japanischen wird dieses Nummerierungssystem ebenfalls verwendet. Des Weiteren wird das System auch verwendet, um in Südkorea Wahlkreise einzuteilen oder als Platzhalter in Verträgen zwischen Arbeitgeber und Angestellten.
Außerdem ist 甲乙丙丁 mitunter auch ein Benotungssystem an Schulen in China und Taiwan, vergleichbar mit A, B, C, D in den USA oder unserer 1, 2, 3 und 4 etc. In Taiwan wurde 2004 laut der chinesischsprachigen Apple Daily ein Gesetzentwurf für ein neues Benotungssystem an Grund- und Mittelschulen verabschiedet, bei dem die Bestnote nicht mehr 甲, sondern 優 (yōu) wie „herausragend“ für 90 und mehr von 100 Punkten ist, gefolgt von 甲 für 80 bis knapp 90 Punkte, 乙 für 70 bis knapp 80 Punkte und 丙 für 60 bis knapp 70 Punkte. Unter 60 Punkte sollte demnach mit 丁 bewertet werden. Allerdings kann die Punktevergabe auch abweichen.
Zur praktischen Anwendung kommen die Himmelsstämme auch in der Akupunktur.